# Carrie Underwood
 Der er for få eller ingen kildehenvisninger i denne artikel, hvilket er et problem. Du kan hjælpe ved at angive troværdige kilder til de påstande, som fremføres i artiklen.

Carrie Marie Underwood (født 10. marts 1983 i Muskogee, Oklahoma) er en amerikansk countrysanger. Hun blev kendt for sin medvirken i American Idol, som hun vandt i 2005. Vindersangen var Inside your heaven. Sammen med Kelly Clarkson er hun dette shows mest succesrige vinder. Hun var også den første countrysanger, der vandt.

## Liv og karriere
Underwood er datter af Stephen og Carole Underwood i Muskogee, Oklahoma. Hun voksede op på en gård i Checotah, Oklahoma. Hun har to ældre søstre, Shanna Underwood Midler (født 1970) og Stephanie Underwood Shelton (født 1973), begge grundskole lærere i Oklahoma. Carrie gik ud af Checotah High School i 2001 og derefter gik til Northeastern State University i Tahlequah. Hun dimitterede med en bachelorgrad i massekommunikation. Hun deltog i flere skønhedskonkurrencer og vandt andenpladsen som Miss NSU i 2004.
Underwood begik sig som sanger allerede i en tidlig alder. Da hun var 13-14 år tog hun sammen med sine forældre til Nashville og indspillede en demo, First studio sessions. I 2001 indspillede hun endnu en, Carrie Underwood. Her indspillede hun bl.a. sangen "Show me Heaven". Ingen pladeselskaber skrev kontrakt med hende, og "Show me Heaven" blev et kæmpehit for Jessica Andrews. Året efter udgav Underwood en live-cd, Live at Little Rock med hendes band.
Da hun blev færdig med High School (sluttede nummer to i sin klasse) og endnu intet var sket med hendes musikkarriere besluttede hun sig for at læse journalistik på college. Da hun var på det sidste år, så hun en dag i fjernsynet at American Idol holdt auditions, og hun besluttede sig for at prøve lykken.
Da hun havde vundet showet tog hun tilbage til college og færdiggjorde sin uddannelse.
Hendes debut-cd "Some Hearts" har solgt over 7 millioner og er 7 x platin. Hun er den eneste kvindelige countrysanger, der har solgt så mange eksemplarer af sin debut cd. 
Samtlige af hendes fire singler (Jesus take the wheel, Dont forget to remember me, Before he cheats og Wasted) har ligget nummer 1 på den amerikanske country-hitliste, hvilket også er en rekord.

## Duet med Elvis
I 2008 udgav RCA en CD med titlen Christmas Duets. Denne rummer en række af kendte julesange i Elvis Presleys fortolkning, men re-mixet, således at hvert nummer er ændret til en duet. På denne CD er "I'll Be Home For Christmas" i en version, hvor Elvis synger duet med Carrie Underwood.